# Miracles de Moncton
Les Miracles de Moncton (Moncton Miracles) sont une franchise de basket-ball située à Moncton, Nouveau-Brunswick, créés en 2011 et faisant partie de la Ligue nationale de basketball du Canada. Ils disputent leurs rencontres à domicile au Colisée de Moncton.